# Anett Bozsik
Anett Bozsik (* 13. März 1990 in Budapest) ist eine ungarische Biathletin.
Anett Bozsik lebt in Gyöngyös. Sie bestritt ihre ersten internationalen Rennen seit 2004, zunächst im Europacup der Junioren. Erste internationale Meisterschaften wurden die Juniorenrennen der Europameisterschaften 2006 in Langdorf, wo die Ungarin im Einzel auf den 64. und im Sprint auf den 67. Platz kam. Ein Jahr später nahm sie an den Juniorenweltmeisterschaften 2007 in Martell teil und belegte die Plätze 74 im Einzel und 82 im Sprint. Auch 2008 nahm sie an den Biathlon-Juniorenweltmeisterschaften Ruhpolding teil, wo sie 76. des Einzels und 84. des Sprints wurde. Großereignis des Jahres 2009 wurden die Juniorenrennen der Sommerbiathlon-Weltmeisterschaften in Oberhof. Bei den Crosslauf-Rennen wurde Bozsik 37. des Sprints und 35. der Verfolgung. Auch 2010 in Duszniki-Zdrój waren die Sommerbiathlon-Weltmeisterschaften die einzige internationale Meisterschaft für die Ungarin, bei denen sie 42. des Sprints wurde. Es folgten die Juniorenweltmeisterschaften 2011 in Nové Město na Moravě, bei denen sie 66. in Sprint und Einzel wurde.
2008 debütierte Bozsik in Obertilliach im IBU-Cup und wurde 69. eines Einzels. Im weiteren Saisonverlauf gewann sie als 25. in einem Einzel in Osrblie erstmals Punkte. Es war zugleich ihre bislang beste Platzierung in der zweithöchsten Rennserie. Erste internationale Meisterschaften bei den Frauen wurden für Bozsik die Europameisterschaften 2012 in Osrblie. Sie kam im Sprint zum Einsatz, bei dem sie mit vier Schießfehlern 51. wurde. Sie qualifizierte sich damit für das Verfolgungsrennen, trat aber nicht an.